# Jarosław Araszkiewicz
Jarosław Araszkiewicz (* 1. Februar 1965 in Duszniki, Powiat Szamotulski, Polen) ist ein ehemaliger polnischer Fußballspieler.

## Vereinskarriere
Jarosław Araszkiewicz spielte in seiner Profikarriere bei zehn Vereinen in vier Ländern (Polen, Türkei, Israel und Deutschland). Trotz seines Rufes als Wandervogel kehrte er immer wieder zu seinem Stammverein Lech Posen zurück.

## Nationalmannschaft
Für die polnische Nationalmannschaft spielte er von 1985 bis 1992 insgesamt zwölf Mal. Allerdings nahm er nie an einer WM oder EM teil.

## Erfolge
- Polnischer Meister (1983, 1984, 1990, 1992, 1993)
- Polnischer Pokalsieger (1984, 1988)